# Mayombe
Mayombe è un romanzo dello scrittore angolano Pepetela. Scritto fra il 1970 e il 1971 in piena guerra di liberazione, ma pubblicato solo nel 1980 narra la vicenda di un gruppo di guerriglieri del MPLA durante la guerra di indipendenza.
Il libro è nato da un diario scritto dall'autore durante la sua esperienza di guerrigliero ed è poi diventato un romanzo a più voci che celebra la nascita della nazione angolana ma allo stesso tempo demistifica la figura dei militanti del MPLA mostrando tutte le loro debolezze. Proprio questa "demistificazione" è il motivo del ritardo con cui il romanzo è stato pubblicato visto che il clima politico post-indipendenza non permetteva alcuna critica agli eroi della liberazione.
Il Mayombe è un massiccio montuoso coperto da una fitta foresta tropicale, situato fra il Gabon, la Repubblica del Congo e la Provincia di Cabinda dove prese avvio la guerriglia dell'MPLA.

## Trama
Il romanzo racconta la vita di un gruppo di guerriglieri asserragliati nella foresta. Gli eventi si susseguono in maniera cronologicamente lineare, interrotti dalle inserzioni di voci narranti individuali (in corsivo nel testo) che prendono la parola in prima persona. La parte principale del romanzo sono le lunghe conversazioni fra i guerriglieri, alternate alla descrizione delle azioni di guerra.

## Personaggi
Teoria
Giovane guerrigliero mulatto, è il narratore della storia ed è soprannominato “Teoria” per le sue doti intellettuali. Rappresenta l'alter-ego di Pepetela e personifica il punto di vista dell'autore. 
Comandante Sem Medo
posizione tollerante ed aperta, solidale con i compagni. È per lui che vanno le attenzioni dell'autore.
Commissario Politico João
posizione dogmatica ed intransigente, che entra in contrasto con l'atteggiamento più permissivo del comandante. 
Ondina
Figura femminile, è l'unica guerrigliera donna. Prova una grande ammirazione per il comandante, ma nutre un sentimento di amore per il commissario, che però sembra non rendersene conto.

## Edizioni
- Pepetela, Mayombe, traduzione di A. M. Gallone, Edizioni Lavoro, 1989,  p. 256, ISBN 88-7910-402-0.